# Sepiolida
Sepiolida – rząd dziesięciornic, tradycyjnie, wraz z rzędem Sepiida, zaliczanych do mątew. Przykładowymi przedstawicielami są mątewka pospolita (Sepietta oweniana) i mątewka karłowata (Sepiola rondeleti).
W obrębie tego rzędu wyróżniono rodziny:
- Sepiolidae
- Idiosepiidae

Relacje pokrewieństwa pomiędzy nimi nie są jasne i część taksonomów nie włącza Idiosepiidae do tego rzędu lecz do odrębnego rzędu Idiosepiida.